# Championnat de France de l'américaine
Le championnat de France de course à l'américaine est l'une des épreuves au programme des championnats de France de cyclisme sur piste.
L'épreuve est disputée par les hommes uniquement jusqu'en 2016, puis par les femmes également depuis l'édition 2017, dans trois catégories d'âges :
- Cadets : 15-16 ans
- Juniors : 17-18 ans
- Élites-espoirs : plus de 18 ans

## Palmarès

### Hommes
| Année | Vainqueur                                                            | Deuxième                                          | Troisième                                              |
| ----- | -------------------------------------------------------------------- | ------------------------------------------------- | ------------------------------------------------------ |
| 1984  | Michel Charréard Vincent Lavenu                                      |                                                   |                                                        |
| 1993  | Jean-Michel Monin Michel Dubreuil                                    |                                                   |                                                        |
| 1994  | Jean-Michel Monin Michel Dubreuil                                    |                                                   |                                                        |
| 1995  | Jean-Michel Monin Éric Magnin                                        | Serge Barbara Michel Dubreuil                     |                                                        |
| 1996  | Serge Barbara Michel Dubreuil                                        |                                                   |                                                        |
| 1997  | Jérôme Neuville Andy Flickinger                                      |                                                   |                                                        |
| 1998  | Carlos Da Cruz Jean-Michel Monin                                     |                                                   |                                                        |
| 1999  | Jérôme Neuville Andy Flickinger                                      |                                                   |                                                        |
| 2000  | Damien Pommereau Robert Sassone                                      | Julien Tejada Jean-Michel Tessier                 | Benoît Génauzeau Fabien Fernandez                      |
| 2001  | Jean-Michel Tessier Robert Sassone                                   |                                                   |                                                        |
| 2002  | Jean-Michel Tessier Robert Sassone                                   |                                                   |                                                        |
| 2003  | Jérôme Neuville Nicolas Reynaud                                      | Matthieu Ladagnous Fabien Patanchon               | Robert Sassone Julien Tejada                           |
| 2004  | Matthieu Ladagnous Fabien Patanchon                                  | Anthony Langella Mickaël Delage                   | Fabien Fernandez Benoît Génauzeau                      |
| 2005  | Jérôme Neuville Laurent D'Olivier                                    | Matthieu Ladagnous Fabien Patanchon               | Benoît Daeninck Yoann Victor                           |
| 2006  | Damien Gaudin Thibaut Macé                                           | Laurent D'Olivier François Lamiraud               | Jonathan Mouchel Sylvain Blanquefort                   |
| 2007  | Ronan Guinaudeau Alexandre Lemair                                    | Damien Gaudin Thibaut Macé                        | Pierre-Luc Périchon Guillaume Perrot                   |
| 2008  | Damien Gaudin Sébastien Turgot                                       | Pierre-Luc Périchon Guillaume Perrot              | Nicolas Rousseau Vincent Dauga                         |
| 2009  | Kévin Fouache Morgan Kneisky                                         | Jérôme Cousin Damien Gaudin                       | Rémi Badoc Vivien Brisse                               |
| 2010  | Damien Gaudin Benoît Daeninck                                        | Alexandre Lemair Florent Gougeard                 | Julien Duval Nicolas Giulia                            |
| 2011  | Julien Duval Alexandre Lemair                                        | Bryan Coquard Morgan Lamoisson                    | Damien Gaudin Kévin Réza                               |
| 2012  | Bryan Coquard Morgan Lamoisson                                       | Fabien Le Coguic Nicolas Janvier                  | Vivien Brisse Guillaume Perrot                         |
| 2013  | Julien Duval Morgan Kneisky                                          | Vivien Brisse Yoän Vérardo                        | Romain Le Roux Dany Maffeïs                            |
| 2014  | Marc Fournier Benoît Daeninck                                        | Lucas Destang Thomas Boudat                       | Morgan Kneisky Philémon Marcel-Millet                  |
| 2015  | Thomas Boudat Bryan Coquard                                          | Julien Duval Benjamin Thomas                      | Lucas Destang Florian Maître                           |
| 2016  | Jordan Levasseur Benjamin Thomas                                     | Killian Evenot Florian Deriaux                    | Thomas Boudat Nicolas Boudat                           |
| 2017  | Sylvain Chavanel Thomas Boudat                                       | Thomas Denis Florian Maître                       | Killian Evenot Benjamin Thomas                         |
| 2018  | Corentin Ermenault Adrien Garel                                      | Thomas Boudat Sylvain Chavanel                    | Morgan Kneisky Joseph Berlin-Sémon                     |
| 2019  | Florian Maitre Donavan Grondin                                       | Corentin Ermenault Adrien Garel                   | Louis Pijourlet Valentin Tabellion                     |
| 2021  | Xelliss-Roubaix Lille Métropole Thomas Denis Valentin Tabellion      | AG2R Citroën Alexis Gougeard Marc Sarreau         | Normandie Florian Pardon Clément Petit                 |
| 2022  | AVC Aix-en-Provence 2- Corentin Ermenault - Hugo Pommelet            | Hauts-de-France- Clément Cordenos - Nicolas Hamon | Région Sud- Jordan Delevoye - Julien Robic             |
| 2023  | Go Sport-Roubaix Lille Métropole- Thomas Boudat - Valentin Tabellion | Île-de-France- Quentin Lafargue - Donavan Grondin | Occitanie- Benjamin Thomas - Dorian Carreau            |
| 2024  | VC Roubaix Lille Métropole- Thomas Boudat - Valentin Tabellion       | Île-de-France- Donavan Grondin - Quentin Lafargue | Laval Cyclisme 53- Erwan Besnier - Florian Maître      |
| 2025  | Cofidis- Benjamin Thomas - Bryan Coquard                             | Laval Cyclisme 53- Erwan Besnier - Mathieu Dupé   | Track Team Arc Alpin- Louis Pijourlet - Dorian Carreau |

| Année | Vainqueur                                                  | Deuxième                                                  | Troisième                                            |
| ----- | ---------------------------------------------------------- | --------------------------------------------------------- | ---------------------------------------------------- |
| 2003  | Mickaël Delage Jonathan Mouchel                            | Mickaël Malle Yannick Marié                               | Damien Gaudin Mickaël Renou                          |
| 2004  | Guillaume Perrot Pierre-Luc Périchon                       | Jérémy Besson Luc Lameloise                               | Julien Badoc David Moreau[réf. nécessaire]           |
| 2005  | Alexandre Lemair Étienne Pieret                            | Vincent Dauga Jonathan Lahoun                             | Kévin Réza Bryan Nauleau                             |
| 2006  | Vivien Brisse Kévin Fouache                                | Alexandre Lemair Étienne Pieret                           | Rémi Azema Romain Sicard                             |
| 2007  | Damien Le Fustec Pierre Demay                              | Rémi Azema Rémi Badoc                                     | Jérôme Cousin Kévin Francillette                     |
| 2008  | Victor Faubert Tanguy Lefebvre                             | Kévin Francillette Angélo Tulik                           | Julien Duval Emmanuel Kéo                            |
| 2009  | Nicolas Janvier Fabien Le Coguic                           | Stéphane Lemoine Charly Saumon                            | Jauffrey Betouigt-Suire Florian Legrandois           |
| 2010  | Nicolas Janvier Geoffrey Millour                           | Jauffrey Betouigt-Suire Bryan Coquard                     | Stéphane Lemoine Yoän Vérardo                        |
| 2011  | Julien Préau Marc Sarreau                                  | Thomas Boudat Yoän Vérardo                                | Nicolas Castelot Anthony Cowley                      |
| 2012  | Thomas Boudat Clément Barbeau                              | Serkan Olgun Jayson Rousseau                              | Julien Delerin Jordan Levasseur                      |
| 2013  | Lucas Destang Damien Touzé                                 | Louis Pijourlet Julien Ruffinengo                         | Mathieu Arseguel Benjamin Thomas                     |
| 2014  | Corentin Ermenault Adrien Garel                            | Guillaume Millasseau Mathieu Riebel                       | Florian Barket Thomas Denis                          |
| 2015  | Guillaume Millasseau Mathieu Riebel                        | Dylan Maldonado Alexandre Jeannot                         | Maxime Fresnières Julien Brasseur                    |
| 2016  | Clément Bétouigt-Suire Ludovic Suire                       | Quentin Coolsaet Valentin Sellier                         | Rayan Helal Lucas Meunier                            |
| 2017  | Donavan Grondin Florian Hoarau                             | Christopher Lamaille Valentin Sellier                     | Axel Macé Samuel Thibaud                             |
| 2018  | Philéas Hansart Florian Hoarau                             | Victor Cambaud-Pinon Thibault Lavenant                    | Lilian Langella Baptiste Quattrin                    |
| 2019  | Alexandre Durand Baptiste Lacroix                          | Mathis Ducruet Nicolas Verne                              | Erwan Besnier Valentin Bramoullé                     |
| 2021  | Nouvelle-Aquitaine Romain Lapouge Loyzance Rafael Delhomme | Bretagne Thomas Hinault Emmanuel Moisan                   | Nouvelle-Aquitaine Mathis Thipaigne Andréa Sanchez   |
| 2022  | Hauts-de-France- Nicolas Forbras - Maël Zahem              | Auvergne-Rhône-Alpes 1- Titouan Fontaine - Axel Salvadori | Auvergne-Rhône-Alpes 2- Maxime Buffaz - Numa Vincent |
| 2023  | Auvergne-Rhône-Alpes- Maxime Buffaz - Camille Charret      | Bretagne 2- Septime Le Normand-Lucas - Kilian Perennes    | Bretagne 1- Jean Le Bot - Théo Paris                 |
| 2024  | Occitanie- Christophe Brioux - Adrien Maury                | Nouvelle-Aquitaine- Ellande Larronde - Adrien Sage        | Auvergne-Rhône-Alpes- Nathan Marcoux - Adrien Place  |

### Femmes
| Année | Vainqueur                                         | Deuxième                                             | Troisième                                               |
| ----- | ------------------------------------------------- | ---------------------------------------------------- | ------------------------------------------------------- |
| 2017  | Laurie Berthon Marion Borras                      | Coralie Demay Eugénie Duval                          | Marie Dufour Mélanie Guédon                             |
| 2018  | Laurie Berthon Clara Copponi                      | Coralie Demay Eugénie Duval                          | Marion Borras Valentine Fortin                          |
| 2019  | Coralie Demay Clara Copponi                       | Marion Borras Valentine Fortin                       | Maryanne Hinault Marie-Morgane Le Deunff                |
| 2021  | Maryanne Hinault Marie-Morgane Le Deunff          | Maurène Trégouët Faustine Croguennoc                 | Emma Henry Lise Ménage                                  |
| 2022  | Île-de-France 1- Doriane Kaufmann - Cindy Pomares | Bretagne- Maurène Trégouët - Maryanne Hinault        | Auvergne-Rhône-Alpes- Marion Cartier - Myriam Lévite    |
| 2023  | Cofidis- Victoire Berteau - Valentine Fortin      | Bretagne- Marie Le Net - Maryanne Hinault            | Centre-Val de Loire- Jade Labastugue - Aurore Pernollet |
| 2024  | Cofidis- Victoire Berteau - Valentine Fortin      | Auvergne-Rhône-Alpes- Marion Borras - Violette Demay | Île-de-France- Clara Copponi - Lara Lallemant           |
| 2025  | Cofidis- Marion Borras - Flavie Boulais           | Bretagne- Marie Le Net - Clémence Chéreau            | AC Lanester 56- Léonie Mahieu - Aurore Pernollet        |

| Année | Vainqueur                                        | Deuxième                             | Troisième                                         |
| ----- | ------------------------------------------------ | ------------------------------------ | ------------------------------------------------- |
| 2024  | Auvergne-Rhône-Alpes- Lana Cufi - Violette Demay | Bretagne- Eva Philippe - Ilona Rouat | Centre-Val de Loire- Ainhoa Gauthier - Léane Tabu |